# ORP Orkan (G90)
Lo ORP Orkan (pennant number G90) fu un cacciatorpediniere della Marina militare polacca, entrato in servizio nel 1942.
Varato inizialmente per la Royal Navy britannica con il nome di HMS Myrmidon, l'unità fu ceduta ai polacchi poco dopo il varo operando poi come unità di scorta ai convogli durante la seconda guerra mondiale. L'8 ottobre 1943, mentre scortava un convoglio in Atlantico, lo Orkan fu silurato e affondato con gravi perdite umane dal sommergibile tedesco U-378.

## Storia

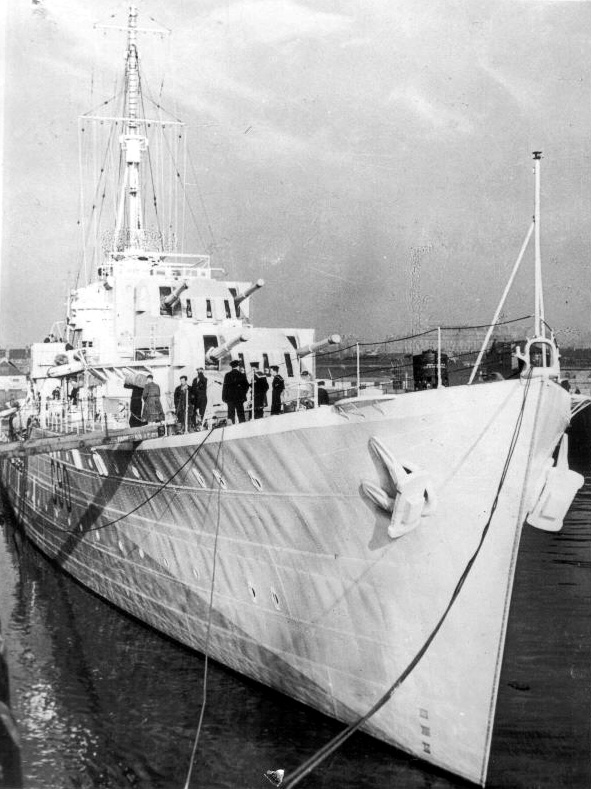
La nave vista di prua

Impostata nei cantieri navali della Fairfield Shipbuilding and Engineering Company di Govan il 7 dicembre 1939, l'unità fu varata il 2 marzo 1942 con il nome di HMS Myrmidon (in onore del mitologico popolo dei Mirmidoni); poco dopo il varo l'unità fu ceduta in forza alla Marina polacca, assumendo quindi il nome di ORP Orkan ("uragano" in lingua polacca) ed entrando in servizio il 18 novembre 1942. La nave fu assegnata in forza alla Home Fleet britannica, andando a stazionare nella base di Scapa Flow..
Lo Orkan fu ben presto destinato alle operazioni di scorta dei convogli artici diretti dal Regno Unito in Unione Sovietica via Mar Glaciale Artico; la sua prima missione si ebbe il 23 gennaio 1943, quando scortò il convoglio JW52. Nei mesi successivi il cacciatorpediniere continuò a operare nei mari artici, alternando le missioni di protezione del traffico mercantile a quelle di scorta alle formazioni da battaglia della Home Fleet. In aprile lo Orkan fu invece destinato alla scorta dei convogli mercantili in navigazione nell'oceano Atlantico settentrionale, a oriente delle isole britanniche, per contrastare un periodo di forti attacchi da parte degli U-Boot tedeschi.
Nel giugno 1943 l'unità fu assegnata ai gruppi di cacciatorpediniere impegnati in missioni offensive anti-sommergibili nella zona del Golfo di Biscaglia a occidente della Francia. Il 24 giugno, durante una di queste missioni, il cacciatorpediniere recuperò i superstiti del sommergibile tedesco U-459, colato a picco in un attacco aereo della Royal Air Force; il 25 giugno seguente invece lo Orkan soccorse due naufraghi del mercantile britannico Fort Concord, silurato e affondato da un U-Boot 440 miglia a nord delle Azzorre. Il 4 luglio il cacciatorpediniere si diresse a Gibilterra per imbarcare le spoglie del generale polacco Władysław Sikorski, perito in una sciagura aerea, e riportarle nel Regno Unito; dopo il suo rientro nelle isole britanniche, il 30 luglio lo Orkan fu messo in cantiere a Brigham per lavori di manutenzione di routine protrattisi fino al 25 agosto seguente.

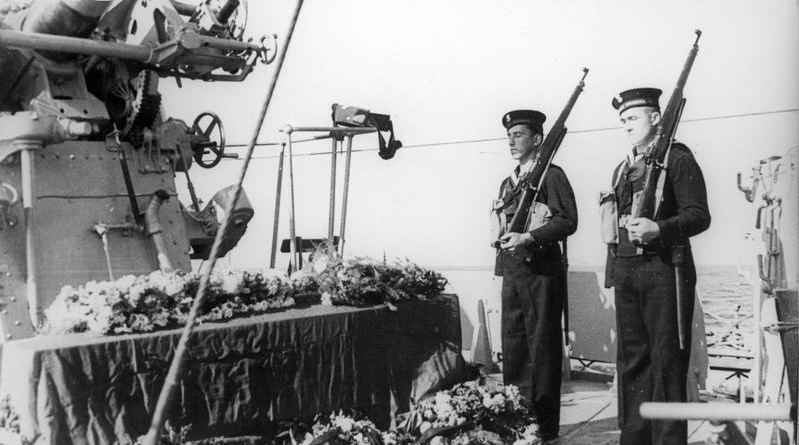
La bara con il corpo di Sikorski durante il suo viaggio a bordo dello Orkan

Dopo il suo rientro in servizio, lo Orkan riprese con le missioni di scorta ai convogli nell'Atlantico settentrionale. Il 7 ottobre l'unità polacca si aggregò alla scorta del convoglio SC143, fatto oggetto di attacchi da parte di un "branco di lupi" tedesco; alle 07:05 dell'8 ottobre, mentre incrociava a sud-ovest dell'Islanda, lo Orkan venne colpito da un siluro a guida acustica "Gnat" lanciato dal sommergibile U-378, affondando nel giro di cinque minuti nella posizione 56º 30' N, 26º 26' O. Tra i 229 ufficiali e marinai imbarcati in quel momento si contarono 186 morti (179 polacchi e sette britannici), tra cui il comandante dell'unità Stanislaw Hryniewiecki.